# NGC 7184
NGC 7184 је спирална галаксија у сазвежђу Водолија која се налази на NGC листи објеката дубоког неба.
Деклинација објекта је - 20° 48' 45" а ректасцензија 22h 2m 39,9s. Привидна величина (магнитуда) објекта NGC 7184 износи 11,1 а фотографска магнитуда 11,8. Налази се на удаљености од 33,651 милиона парсека од Сунца. NGC 7184 је још познат и под ознакама ESO 601-9, MCG -4-52-9, UGCA 425, IRAS 21599-2103, PGC 67904.